# Oyamecalco el Cajón
Oyamecalco el Cajón är en ort i Mexiko.   Den ligger i kommunen Tlachichuca och delstaten Puebla, i den sydöstra delen av landet, 190 km öster om huvudstaden Mexico City. Oyamecalco el Cajón ligger 3 158 meter över havet och antalet invånare är 513.
Terrängen runt Oyamecalco el Cajón är kuperad åt nordväst, men åt sydost är den bergig. Runt Oyamecalco el Cajón är det ganska tätbefolkat, med 120 invånare per kvadratkilometer. Närmaste större samhälle är Ciudad Serdán, 19,5 km sydväst om Oyamecalco el Cajón. Trakten runt Oyamecalco el Cajón består i huvudsak av gräsmarker.